# 圣尼各老医院
圣尼各老医院（Hospital San Nicolás de Bari）位于多米尼加共和国圣多明各,是一座医院废墟，被联合国教科文组织承认为美洲最古老的医院。 建筑始于1503年，得到总督（与医院同名）尼古拉斯·德奥万多（Nicolás de Ovando）的赞助。这一宏伟的项目符合效仿欧洲王室宫廷的愿望，灵感来自意大利文艺复兴。 在完成后，可容纳70名病人，与罗马最先进的教会相当。 医院的模式很可能是罗马的萨西亚的圣神医院（Ospedale di Santo Spirito in Sassia）。该建筑群是世界遗产圣多明各殖民城的一部分。